# Theodor Julius Kiellerup
Theodor Julius Kiellerup, född den 7 mars 1818 i Köpenhamn, död den 14 maj 1850 i München, var en dansk målare. Han var bror till Carl Emil Kiellerup.
Kiellerup hade vunnit ett namn som djurmålare, redan innan han 1841 flyttade till München. Bland hans tavlor kan nämnas: Vildsvin, som angrips av hundar och Gemser, som anfalls av en lo.